# Romula
Romula era un'antica città della Dacia Romana, oggi il villaggio di Reşca, nel comune rumeno di Dobrosloveni (Distretto di Olt, in Romania). Era la capitale della Dacia Malvensis, una delle tre suddivisioni della provincia dacica.
La città romana di Romula era ubicata in corrispondenza di un antico insediamento dacico chiamato Malva. Ricevette il titolo di municipium durante il regno di Adriano (117-138) e fu eretta a colonia romana durante il regno di Settimio Severo (193-211).
Romula Malva aveva due cinture fortificate e due castra, in cui erano temporaneamente accampate unità della Legio VII Claudia e della Legio XXII Primigenia e, in maniera permanente, un'unità (numerus) di arcieri siriani.

## Approfondimenti
- Tătulea, Corneliu Mărgărit. Romula-Malva. Monografie. Bucureşti, Ed. Museion, 1994, 176 p.

## Fonti
- Dicţionar de istorie veche a României ("Dizionario di storia antica della Romania") (1976) Editura Ştiinţifică şi Enciclopedică, pp. 510